# Щелыково (Островский район)
Щелыко́во — село в Островском районе Костромской области России, входит в состав Адищевского сельского поселения. 

## Население
| 2008 | 2010 | 2014 |
| ---- | ---- | ---- |
| 318  | ↘260 | ↗300 |

## Достопримечательности
Вблизи села расположены усадьба Щелыково, связанная с жизнью и деятельностью русского писателя А. Н. Островского (ныне — государственный мемориальный и природный музей-заповедник А. Н. Островского «Щелыково»), одноимённый дом творчества Всероссийского театрального общества, а также семейный некрополь Островских при Никольской церкви в Бережках.